# Mainardo II di Hohenzollern-Sigmaringen
Mainardo II Carlo Antonio di Hohenzollern-Sigmaringen (Sigmaringen, 1º novembre 1673 – Sigmaringen, 20 ottobre 1715) è stato principe di Hohenzollern-Sigmaringen dal 1689 al 1715.

## Biografia

### Infanzia
Mainardo II era figlio del Principe Massimiliano di Hohenzollern-Sigmaringen e di Maria Clara di Berg. Succeduto al padre in tenera età, venne sottoposto in un primo tempo alla tutela della madre e dello zio, Francesco Antonio di Hohenzollern-Haigerloch.

### Matrimonio
Mainardo sposò Giovanna di Montfort (1678-1759), figlia del conte Antonio II di Montfort.

### Carriera militare
Dopo i primi studi presso l'Università di Ingolstadt, Mainardo II intraprese la carriera militare al servizio del Sacro Romano Impero e venne quindi inviato a Vienna per poi combattere in Ungheria e nella Guerra della Grande Alleanza.

### Morte
Il principe Mainardo morì il 20 ottobre 1715  a Sigmaringen.

## Discendenza
Mainardo e Giovanna di Montfort ebbero:
- Giuseppe Federico Ernesto (1702-1769), principe di Hohenzollern-Sigmaringen
- Maria Anna (1707–1783)
- Francesco Guglielmo (1704-1737), conte di Hohenzollern-Berg, nel 1724 sposò la contessa Maria Katharina von Waldburg zu Zeil und Trauchburg
- Carlo Wolfgang (1708–1709)

## Ascendenza
|                                             |                      |                                            | Genitori                                             |  |  | Nonni |  |  | Bisnonni                                |  |  | Trisnonni                                |  |
|                                             |                      |                                            |                                                      |  |  |       |  |  | 8. Giovanni di Hohenzollern-Sigmaringen |  |  | 16. Carlo II di Hohenzollern-Sigmaringen |  |
|                                             |                      |                                            |                                                      |  |  |       |  |  | 8. Giovanni di Hohenzollern-Sigmaringen |  |  | 16. Carlo II di Hohenzollern-Sigmaringen |  |
|                                             |                      | 17. Eufrosina di Oettingen-Wallerstein     |                                                      |  |  |       |  |  | 8. Giovanni di Hohenzollern-Sigmaringen |  |  |                                          |  |
| 4. Mainardo I di Hohenzollern-Sigmaringen   |                      |                                            |                                                      |  |  |       |  |  | 8. Giovanni di Hohenzollern-Sigmaringen |  |  |                                          |  |
|                                             |                      | 9. Giovanna di Hohenzollern-Hechingen      | 18. Eitel Federico I di Hohenzollern-Hechingen       |  |  |       |  |  |                                         |  |  |                                          |  |
|                                             |                      | 9. Giovanna di Hohenzollern-Hechingen      | 18. Eitel Federico I di Hohenzollern-Hechingen       |  |  |       |  |  |                                         |  |  |                                          |  |
|                                             |                      | 9. Giovanna di Hohenzollern-Hechingen      | 19. Sibilla di Zimmern                               |  |  |       |  |  |                                         |  |  |                                          |  |
| 2. Massimiliano di Hohenzollern-Sigmaringen |                      | 9. Giovanna di Hohenzollern-Hechingen      |                                                      |  |  |       |  |  |                                         |  |  |                                          |  |
|                                             |                      | 10. Ferdinando di Törring-Seefeld          | 20. Eustachio di Törring-Seefeld                     |  |  |       |  |  |                                         |  |  |                                          |  |
|                                             |                      | 10. Ferdinando di Törring-Seefeld          | 20. Eustachio di Törring-Seefeld                     |  |  |       |  |  |                                         |  |  |                                          |  |
|                                             |                      | 10. Ferdinando di Törring-Seefeld          | 21. Caterina di Bemelberg-Hohenburg                  |  |  |       |  |  |                                         |  |  |                                          |  |
| 5. Anna Maria di Törring-Seefeld            |                      | 10. Ferdinando di Törring-Seefeld          |                                                      |  |  |       |  |  |                                         |  |  |                                          |  |
|                                             |                      | 11. Renata di Schwarzenberg-Hohenlandsberg | 22. Volfango Giacomo di Schwarzenberg-Hohenlandsberg |  |  |       |  |  |                                         |  |  |                                          |  |
|                                             |                      | 11. Renata di Schwarzenberg-Hohenlandsberg | 22. Volfango Giacomo di Schwarzenberg-Hohenlandsberg |  |  |       |  |  |                                         |  |  |                                          |  |
|                                             |                      | 11. Renata di Schwarzenberg-Hohenlandsberg | 23. Anna Sibilla Fuger                               |  |  |       |  |  |                                         |  |  |                                          |  |
| 1. Mainardo II di Hohenzollern-Sigmaringen  |                      | 11. Renata di Schwarzenberg-Hohenlandsberg |                                                      |  |  |       |  |  |                                         |  |  |                                          |  |
|                                             | 12. Federico di Berg | 24. Guglielmo IV di Berg                   |                                                      |  |  |       |  |  |                                         |  |  |                                          |  |
|                                             | 12. Federico di Berg | 24. Guglielmo IV di Berg                   |                                                      |  |  |       |  |  |                                         |  |  |                                          |  |
|                                             | 12. Federico di Berg | 25. Maria di Nassau                        |                                                      |  |  |       |  |  |                                         |  |  |                                          |  |
| 6. Alberto di Berg                          | 12. Federico di Berg |                                            |                                                      |  |  |       |  |  |                                         |  |  |                                          |  |
|                                             |                      | 13. Francesca di Ravenel                   | 26. Francesco di Ravenel                             |  |  |       |  |  |                                         |  |  |                                          |  |
|                                             |                      | 13. Francesca di Ravenel                   | 26. Francesco di Ravenel                             |  |  |       |  |  |                                         |  |  |                                          |  |
|                                             |                      | 13. Francesca di Ravenel                   | 27. Maria di Renty                                   |  |  |       |  |  |                                         |  |  |                                          |  |
| 3. Maria Clara di Berg                      |                      | 13. Francesca di Ravenel                   |                                                      |  |  |       |  |  |                                         |  |  |                                          |  |
|                                             |                      | 14. Claudio Francesco di Cusance           | 28. Evangelico Simone di Cusance                     |  |  |       |  |  |                                         |  |  |                                          |  |
|                                             |                      | 14. Claudio Francesco di Cusance           | 28. Evangelico Simone di Cusance                     |  |  |       |  |  |                                         |  |  |                                          |  |
|                                             |                      | 14. Claudio Francesco di Cusance           | 29. Beatrice di Vergy                                |  |  |       |  |  |                                         |  |  |                                          |  |
| 7. Maddalena di Cusance                     |                      | 14. Claudio Francesco di Cusance           |                                                      |  |  |       |  |  |                                         |  |  |                                          |  |
|                                             |                      | 15. Ernestina di Wittem                    | 30. Giovanni di Witthem                              |  |  |       |  |  |                                         |  |  |                                          |  |
|                                             |                      | 15. Ernestina di Wittem                    | 30. Giovanni di Witthem                              |  |  |       |  |  |                                         |  |  |                                          |  |
|                                             |                      | 15. Ernestina di Wittem                    | 31. Maria Margherita di Merode-Pietersheim           |  |  |       |  |  |                                         |  |  |                                          |  |
|                                             |                      | 15. Ernestina di Wittem                    |                                                      |  |  |       |  |  |                                         |  |  |                                          |  |